# ルーク・フィルズ
ルーク・フィルズ（Sir Samuel Luke Fildes KCVO RA、1843年10月3日 - 1927年2月28日）は、イギリスの画家である。

## 略歴
リヴァプールで生まれた。祖母のメアリー・フィルズ(Mary Fildes) はマンチェスター女性改革協会(Manchester Female Reform Society)の会長を務めた女性運動家として有名な女性であった。17歳でウォリントンの美術学校で学んだ後、サウス・ケンジントンの美術学校で学んだ。サウス・ケンジントンの美術学校ではフーベルト・フォン・ヘルコマー(1849- 1914)やフランク・ホール(1845–1888)と知り合い、3人は社会的リアリズムの画家フレデリック・ウォーカー(1840–1875)の作品から影響を受けた。祖母から受け継いだ社会への関心から、1869年にウィリアム・トーマス(William Luson Thomas)らによって創刊された絵入り週刊新聞「The Graphic」の創刊のスタッフに加わった。
貧しい人々を描いたフィルズの挿絵は人気になり、他の雑誌の挿絵も描き、チャールズ・ディケンズの最後の作品『エドウィン・ドルードの謎』やウィリアム・メイクピース・サッカレーの『キャサリン』などの書籍の挿絵も描いた
。雑誌「バニティ・フェア」に何点かのカリカチュアも描いた。
1870年までに彼は挿絵などの仕事をやめ、油絵の製作に集中した。有力者の肖像画や社会的リアリズムの画家として活動した。作品には、アメリカでトルーマン大統領の医療に関する法案に反対するアメリカ医学医師協会がキャンペーンのポスターやパンフレットに用いられた「The Doctor」などの作品がある。
1879年にロイヤル・アカデミー・オブ・アーツの準会員に選ばれ、1887年に正会員に選ばれた。1906年にエドワード7世によってナイトに叙せられた 。

## 作品

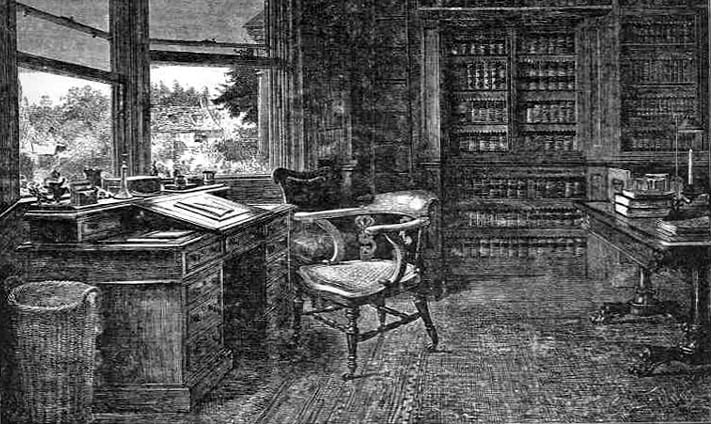
雑誌挿絵"The Empty Chair"、ディケンズの死を悼む記事の挿絵(1870)
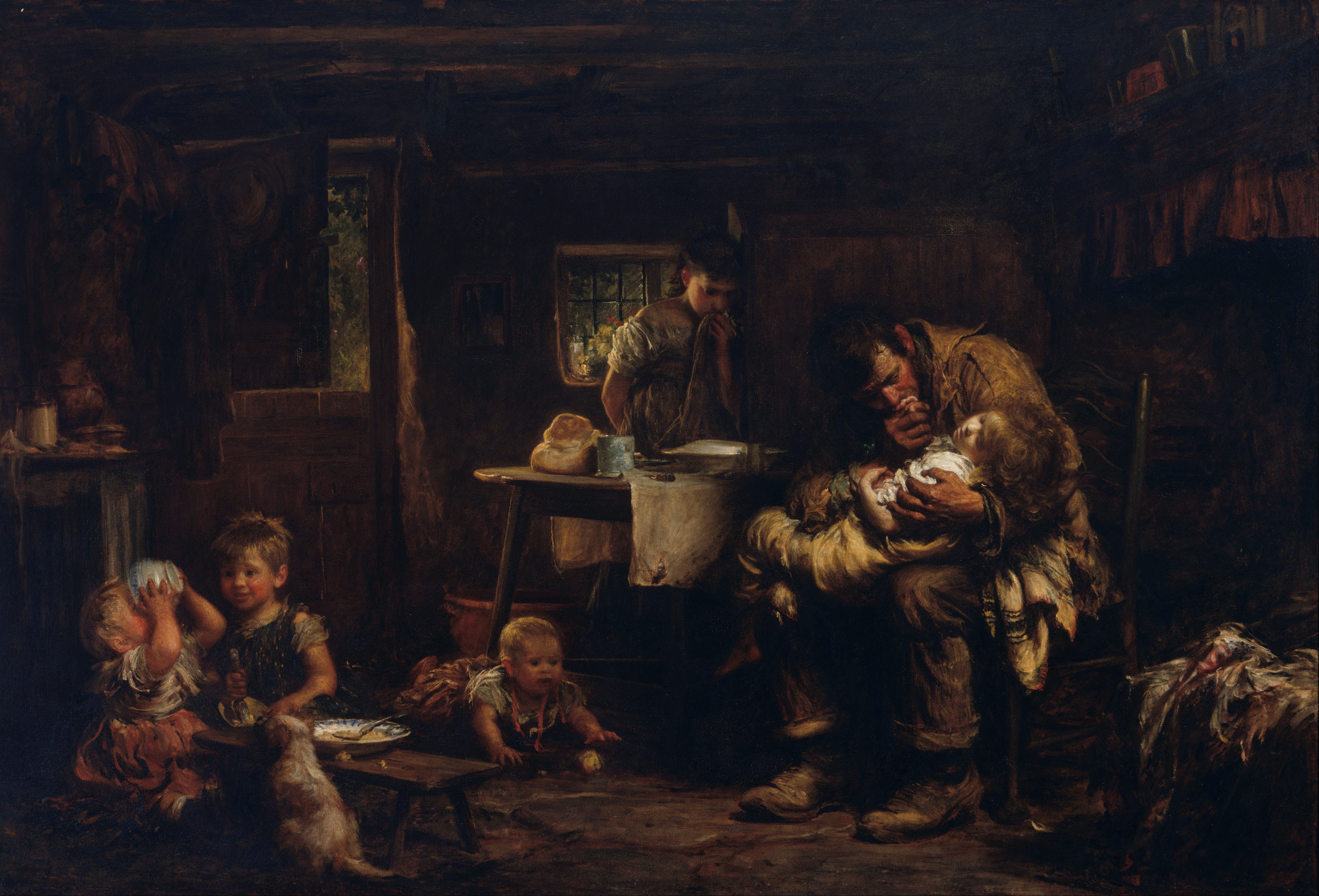
The Widower (1875)
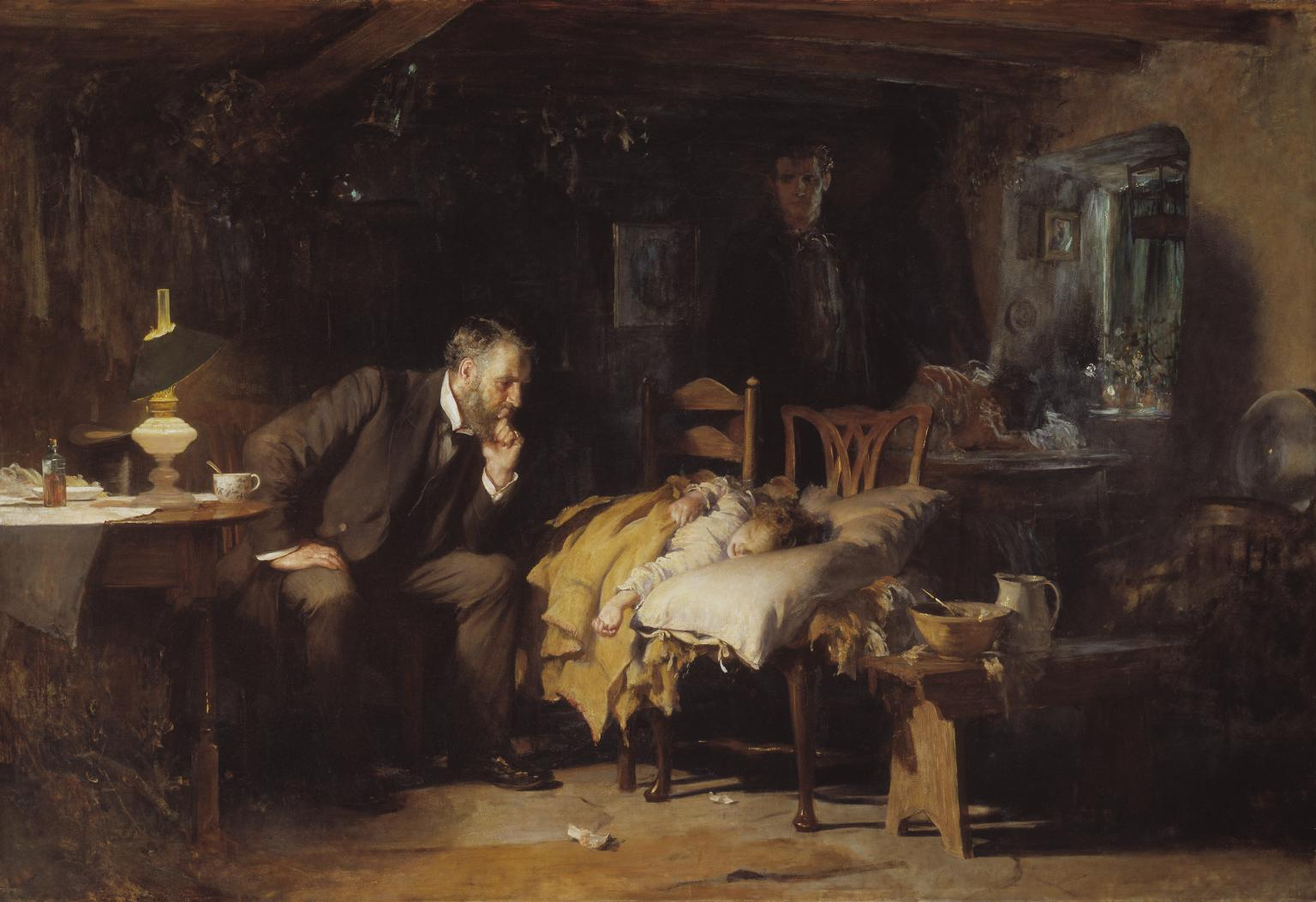
The Doctor (1891)

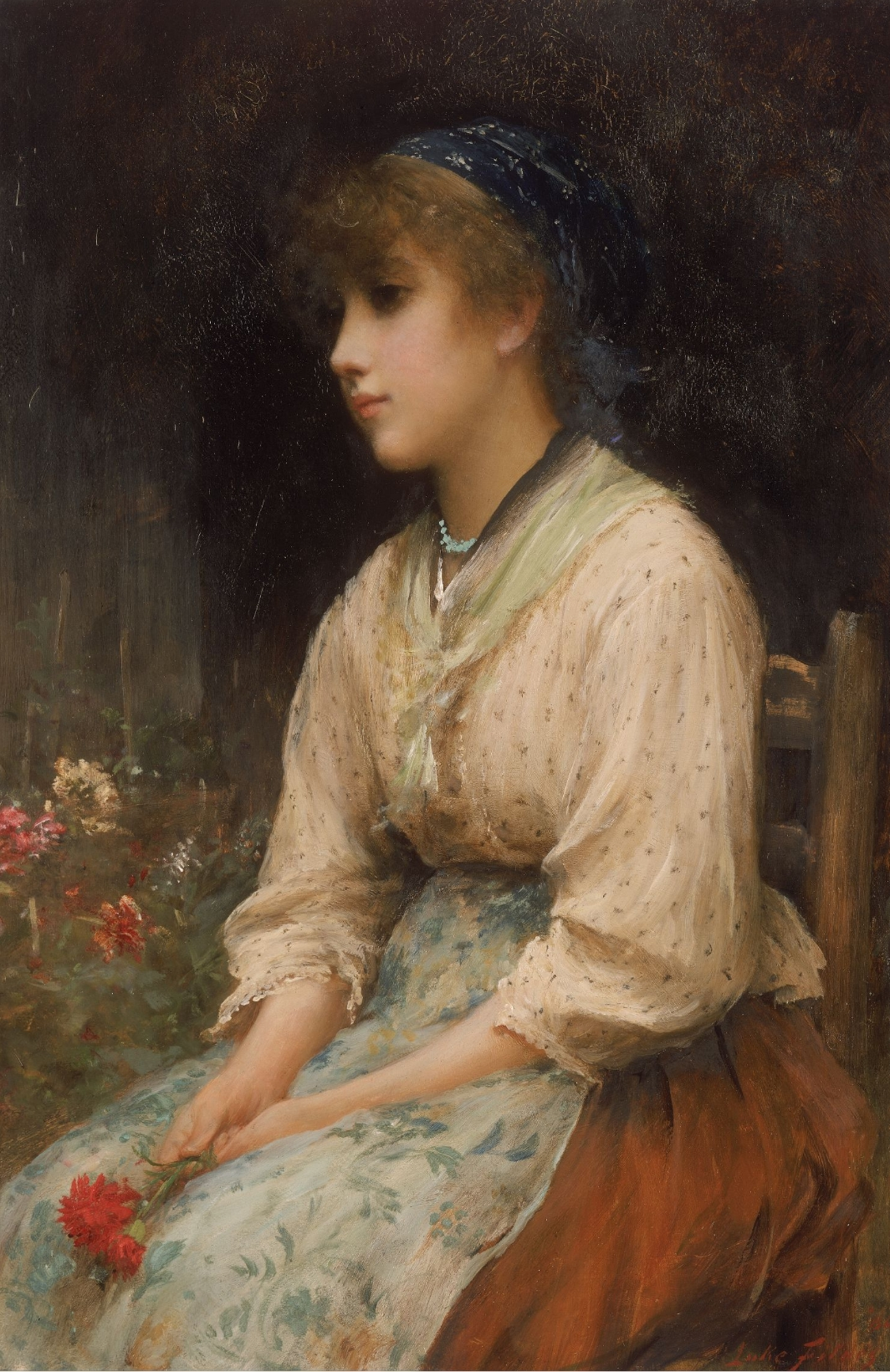
ヴェネツィアの花売り娘
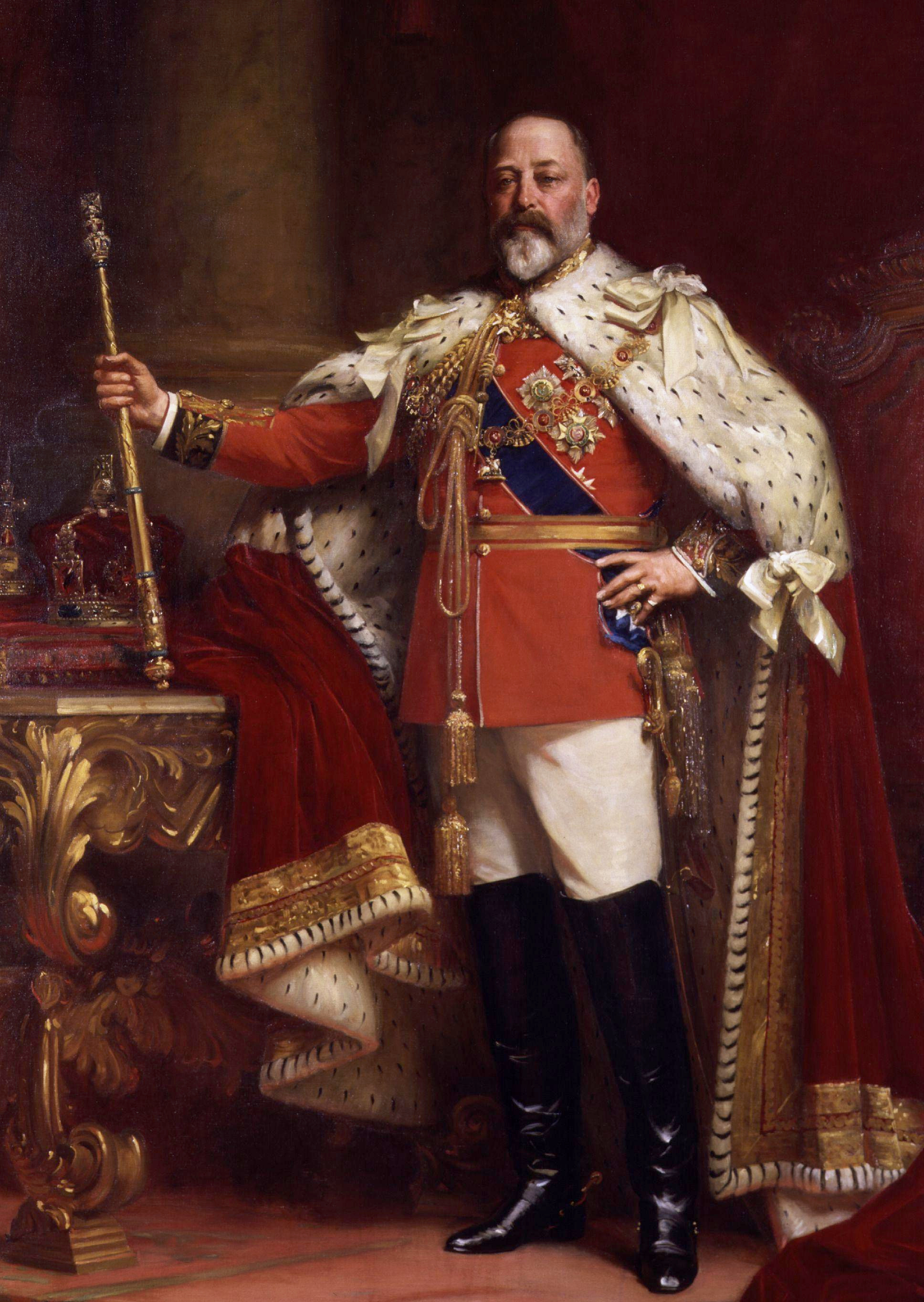
エドワード7世 (イギリス王)
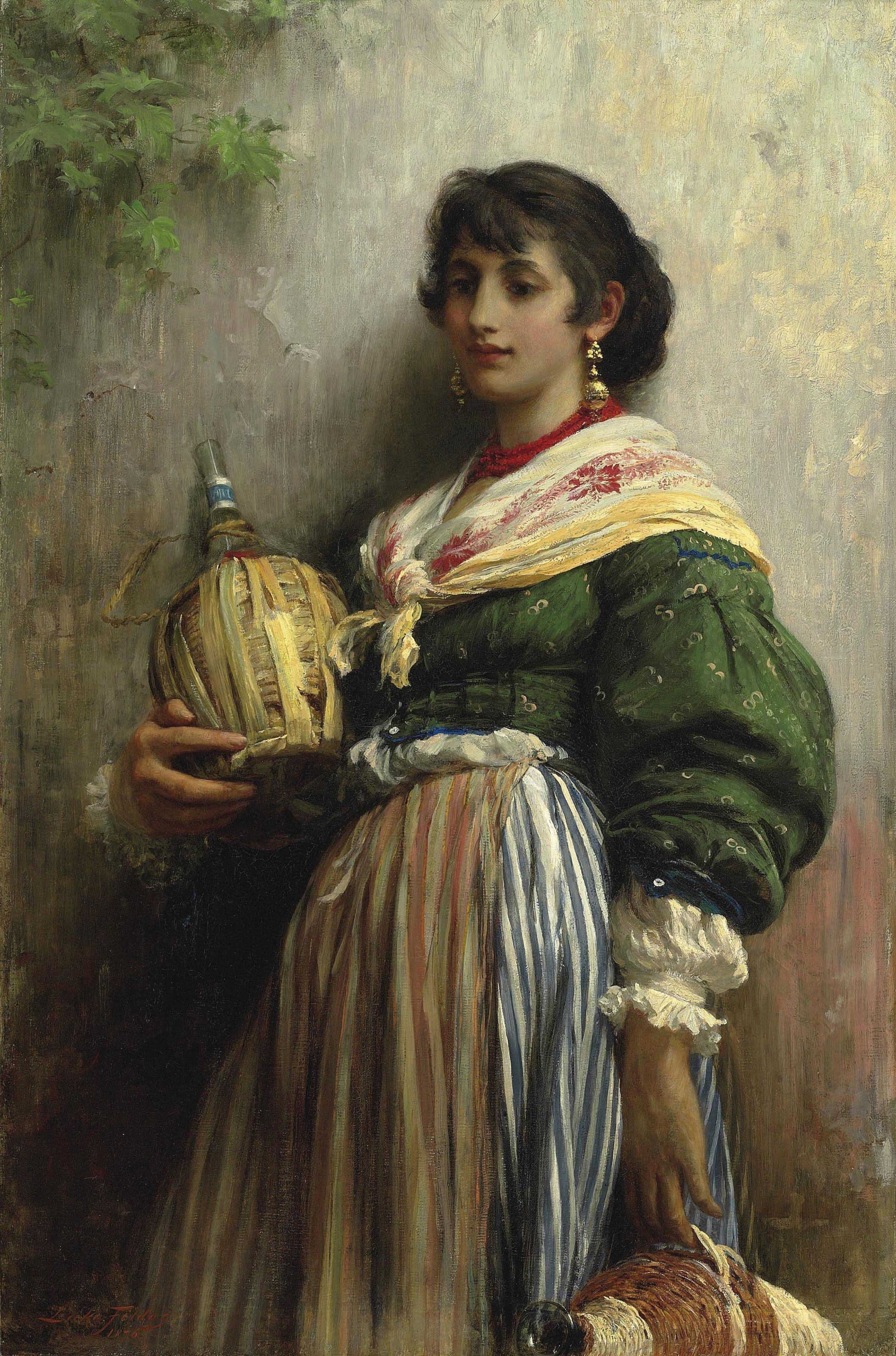
"Rosa Sieg"
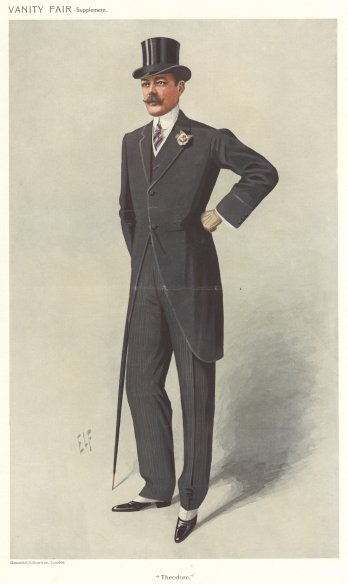
Theodore Brinckmann,バニティ・フェアの似顔絵